# Bagat-en-Quercy
Bagat-en-Quercy is een plaats en voormalige gemeente in het Franse departement Lot in de regio Occitanie en telt 192 inwoners (1999). De plaats maakt deel uit van het arrondissement Cahors.

## Geschiedenis
Bagat-en-Quercy is op 1 januari 2019 gefuseerd met de gemeenten Saint-Daunès en Saint-Pantaléon tot de gemeente Barguelonne-en-Quercy. 

## Geografie
De oppervlakte van Bagat-en-Quercy bedraagt 16,9 km², de bevolkingsdichtheid is 11,4 inwoners per km².
De onderstaande kaart toont de ligging van Bagat-en-Quercy met de belangrijkste infrastructuur en aangrenzende gemeenten.

## Demografie
Onderstaande figuur toont het verloop van het inwonertal.